# كريستوفر واليمبو
كريستوفر واليمبو (بالفرنسية: Christopher Oualembo)‏ (مواليد 31 يناير 1987) هو لاعب كرة قدم فرنسي-الميلاد كونغولي ديمقراطي. يلعب حاليًا لصالح نادي أكاديميكا كويمبرا.

## المسيرة الدولية
لعب واليمبو مباراته الدولية الأولى مع منتخب الكونغو الديمقراطية أمام الغابون في 25 مارس 2008.

## روابط خارجية
- كريستوفر واليمبو على موقع قاعدة بيانات كرة القدم.إي يو (الإنجليزية)
- كريستوفر واليمبو على موقع ناشيونال فوتبول تيمز (الإنجليزية)
- كريستوفر واليمبو على موقع Soccerway.com (الإنجليزية)
- كريستوفر واليمبو على موقع AS.com (الإسبانية)